# Tessarabrachion
Tessarabrachion é um género de krill, constituído por uma única espécie, Tessarabrachion oculatus.